# 야마자키 이쿠사부로
야마자키 이쿠사부로(일본어: 山崎育三郎, 1986년 1월 18일~)은 일본의 영화배우이자 뮤지컬배우이다.

## 출연 작품

### 영화
- 레온 (영화) - 쿠사카 역
- 명탐정 코난: 감청의 권 - 레온 로 역
- 카이지 파이널 게임

### 텔레비전
- 더 라스트 칼
- 변두리 로켓
- 장인어른이라고 불리게 해줘
- 악당들은 천리를 달린다
- 굿 파트너 무적의 변호사
- 트라이베카
- 갑작스럽지만,내일결혼합니다
- 당신을 그렇게까지는
- 미야자와 켄지의 식탁
- 아이노 결혼 상담소
- 오펀블랙일곱개의유전자
- 쇼와 렌로쿠 라쿠로 심중
- 우리들은 미쳤다
- 때리는,사랑,불꽃
- 이치케이의 까마귀 - 조연 이데 이오리 역
- DCU